# Remingtonocetus
Remingtonocetus — вимерлий рід ранніх китоподібних прісноводних водних ссавців родини Remingtonocetidae, ендемічних для узбережжя стародавнього океану Тетіс протягом еоцену. Його назвали на честь натураліста Ремінгтона Келлога.

## Опис

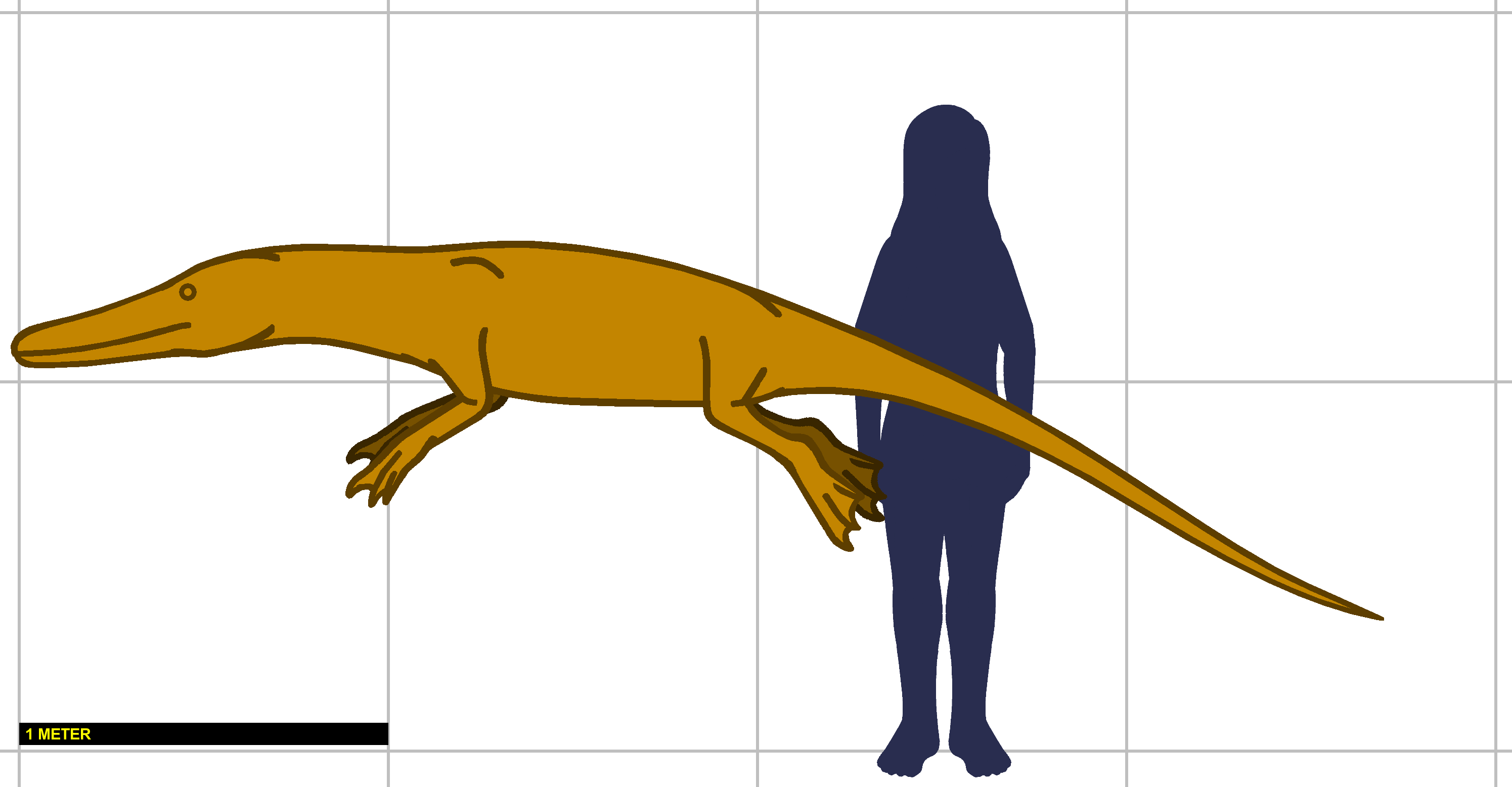
Малюнок, що показує розмір Remingtonocetus (масштаб у метрах)

Sahni & Mishra 1975 назвали Protocetus harudiensis на основі часткового скелета, типового зразка, знайденого в лютеціанському неглибокому припливному аргіллиті у формації Харуді, Індія. Kumar & Sahni 1986 перейменували його в Remingtononocetus harudiensis через морфологічні відмінності від Protocetus.
Remingtonocetus domandaensis був названий Gingerich et al. 2001 р. на основі часткового скелета, знайденого в лютеціанському прибережному сланцю у формації Доманда в Пакистані.
Remingtonocetus більший, має ширший рострум і довші премоляри, ніж Andrewsiphius. Він менший за Dalanistes. R. harudiensis відрізняється від R. domandaensis морфологією молярів.
Гінгеріч та ін. 2001 р. інтерпретував R. domandaensis як старший і більш узагальнений вид, ніж R. harudiensis. На основі морфологічного аналізу вони прийшли до висновку, що задні кінцівки Remingtonocetus, ймовірно, не несли вагу, і що (1) зрощений криж вказує на обмеження руху хвоста, і (2) наявність потужних розгиначів стегна і привідних суглобів стегна. вказує на те, що Remingtonocetus був ефективним і спеціалізованим плавцем ногами.
У Remingtonocetus були чотири робочі кінцівки, струнке, схоже на кита тіло з довгим хвостом і тонкою гідродинамічною головою.